# Kirchenkreis Verden
Der Ev.-luth. Kirchenkreis Verden ist ein Kirchenkreis in Niedersachsen im Sprengel Stade. Er gehört zur Ev.-luth. Landeskirche Hannovers. Zum Kirchenkreis Verden gehören einundzwanzig Kirchengemeinden.

## Einrichtungen des Kirchenkreises
- Superintendentur Verden
- Kirchenkreisamt Verden (auch für die Kirchenkreise Osterholz–Scharmbeck und Rotenburg)
- Evangelischer Kreisjugenddienst Verden
- Evangelischer Gottesdienst Verden

## Kirchengemeinden im Kirchenkreis Verden
- Kirchengemeinde St. Laurentius in Achim
- Kirchengemeinde Baden
- Kirchengemeinde Blender-Intschede-Oiste (mit der Kirche St. Michaelis (Intschede))
- Kirchengemeinde St. Sigismund in Daverden
- Kirchengemeinde Dörverden
- Kirchengemeinde „zum Guten Hirten“ in Etelsen
- Liebfrauengemeinde in Fischerhude
- St.-Petri-Kirchengemeinde Kirchlinteln
- Kirchengemeinde St. Cosmas und Damian in Lunsen
- Christophorus-Gemeinde Ottersberg
- St.-Martins-Kirchengemeinde zu Otterstedt
- Kirchengemeinde St. Petri in Oyten
- Lukaskirchengemeinde Posthausen
- St.-Andreas-Gemeinde in Riede
- Kirchengemeinde Thedinghausen
- Domgemeinde Verden
- St.-Andreas-Gemeinde in Verden
- St.-Johannis-Gemeinde in Verden
- Kirchengemeinde St. Nikolai in Verden
- Kirchengemeinde St. Annen in Westen
- St. Jakobi-Kirchengemeinde Wittlohe

## Nachbarkirchenkreise
- Kirchenkreis Rotenburg (Wümme) (nordöstlich)
- Kirchenkreis Osterholz-Scharmbeck (nördlich)
- Kirchenkreis Walsrode (östlich)
- Kirchenkreis Syke-Hoya (westlich)
- Kirchenkreis Nienburg (Weser) (südlich)